# Arum idaeum
Arum idaeum là một loài thực vật có hoa trong họ Ráy (Araceae). Loài này được Coustur. & Gand. mô tả khoa học đầu tiên năm 1916 publ. 1917.